# Théâtre gallo-romain d'Areines
Le théâtre gallo-romain d'Areines est un édifice de spectacles antique associant certaines des caractéristiques d'un amphithéâtre et d'un théâtre, situé sur la commune française d'Areines, dans le département de Loir-et-Cher.
Non loin du Loir, sur un site qui recèle d'autres monuments antiques, thermes, fanum, peut-être une nécropole à incinération, le théâtre pouvant accueillir plus de 2 000 personnes est perçu comme l'un des éléments d'un ensemble destiné à rassembler la population alentour, bien que les motifs de ces rassemblements restent à préciser. Les vestiges de ce théâtre, qui sont enfouis à faible profondeur, sont inscrits comme monument historique en 1988.

## Localisation et environnement archéologique

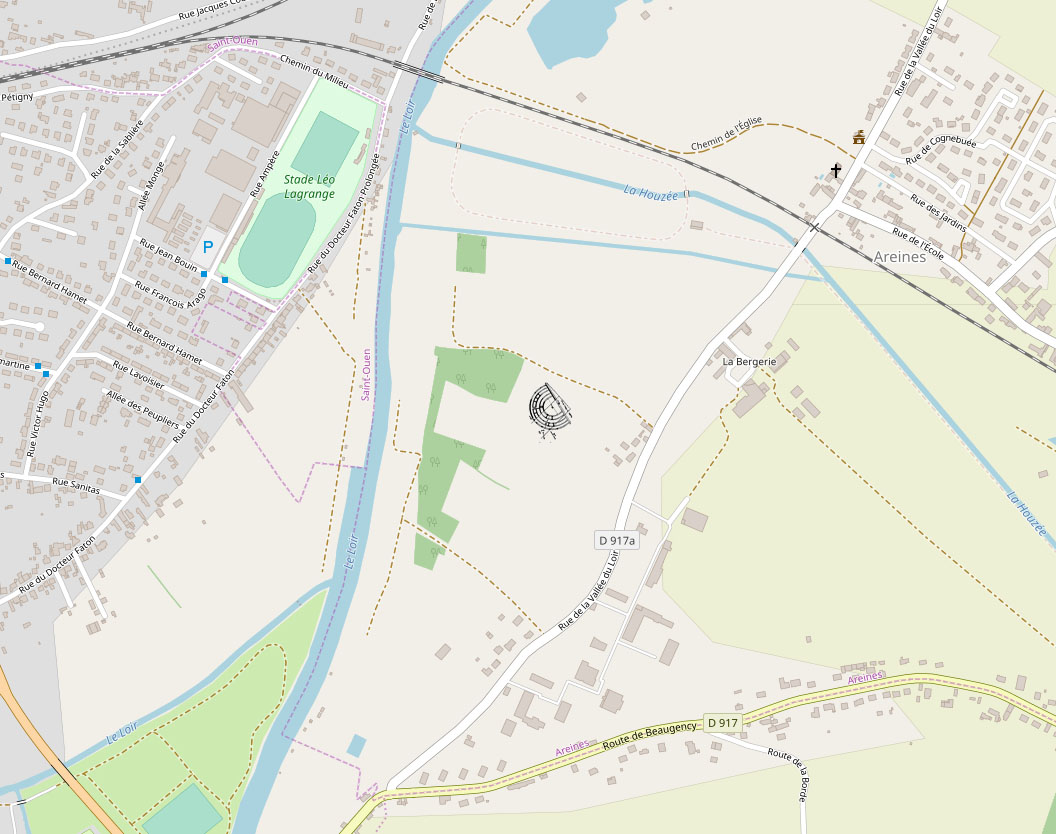
Localisation du théâtre.

Le théâtre prend place au sein d'un ensemble comprenant également des thermes, un temple et une nécropole à incinération, ce dernier point restant à confirmer. Ce complexe se trouve dans la vallée du Loir sur un terrain plat mais non inondable — dans l'Antiquité, le niveau du Loir est plus bas qu'à l'époque contemporaine — de la rive gauche, à 2 km à l'est de Vendôme ; le nom de la commune, Areines, mentionné au Xe siècle sous la forme « ad Arenas » est une évocation claire de la présence de ce théâtre.
Le rassemblement de plusieurs édifices à caractère monumental, théâtre, thermes, temple, dans un rayon d'environ 200 m suggère l'existence d'un sanctuaire rural ou d'un lieu de rencontre de la population des environs à l'occasion de certains événements (conciliabulum). Des habitats légers, essentiellement construits en bois et torchis, devaient exister à proximité.
La position d'Areines en territoire carnute, à 80 km du chef-lieu Autricum (Chartres) mais à égale distance des territoires cénoman et turon n'est sans doute pas fortuite, sans pour autant que les raisons de ce choix soient connues.

## Description
Aucun vestige en élévation de ce théâtre ne subsiste. Les vestiges, que ne recouvraient qu'une couche de terre végétale de quelques dizaines de centimètres, sont ré-enfouis après étude. Seules une légère ondulation du terrain, la présence de débris en surface et la photographie aérienne permettent de le localiser. Si le terrain est globalement plat, le théâtre s'appuie toutefois sur un petit monticule haut de 6 m.

### Première étude en 1863

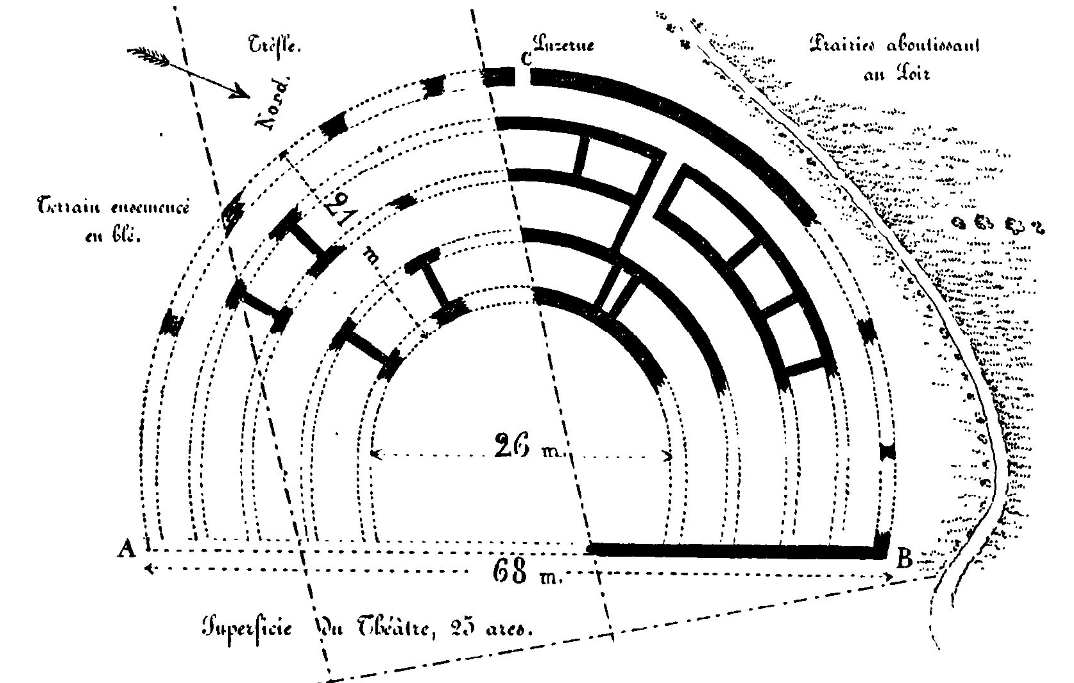
Plan du théâtre (1863).

Au début des années 1860, les agriculteurs cultivant les champs du site de la Poulitte — le toponyme la Poulette se rencontre également — signalent qu'ils rencontrent fréquemment des pierres et des pans de murs lors du labour. C'est l'occasion pour la Société archéologique du Vendômois de mener sa première opération de fouilles archéologiques. Les études, principalement sous forme de tranchées de sondage, identifient immédiatement ce monument comme un théâtre, ce qui correspond à une longue tradition orale locale. Si l'existence d'un théâtre (« Areines » pour arena) est rapportée depuis au moins le Xe siècle, sa localisation n'est toutefois pas connue.
Le monument a la forme d'un théâtre antique assez classique, avec cependant une cavea en forme d'arc légèrement outrepassé et une façade rectiligne délimitant une arène incomplète ; les fouilles ne se poursuivent pas au-delà du mur de façade et la scène n'est pas mise au jour. Les fondations de 0,40 m supportent des murs composés d'un noyau de pierres scellées au mortier entre deux parements de petit appareil régulier. Un vomitoire, large de 1,80 m s'ouvre à l'arrière de la cavea, dans son axe ; ses jambages sont constitués de pierres plus grandes que le reste de la maçonnerie. L'édifice mesure environ 68 m de diamètre et la largeur de son arène est estimée à 26 m. L'amphithéâtre de Néris-les-Bains, de dimensions générales assez similaires, peut accueillir environ 2 000 spectateurs ; en raison d'une plus grande place accordée à la cavea, le monument d'Areines doit avoir une capacité supérieure.
La maçonnerie incite à dater le théâtre de l'époque du Haut Empire romain. Plusieurs monnaies romaines ont été retrouvées à proximité quelques décennies avant la fouille du théâtre ; l'une d'elles peut être datée précisément de l'an 167, sous le règne de Marc-Aurèle, ce qui encadre assez largement la fourchette de datation du monument.

### Compléments dans les années 1980

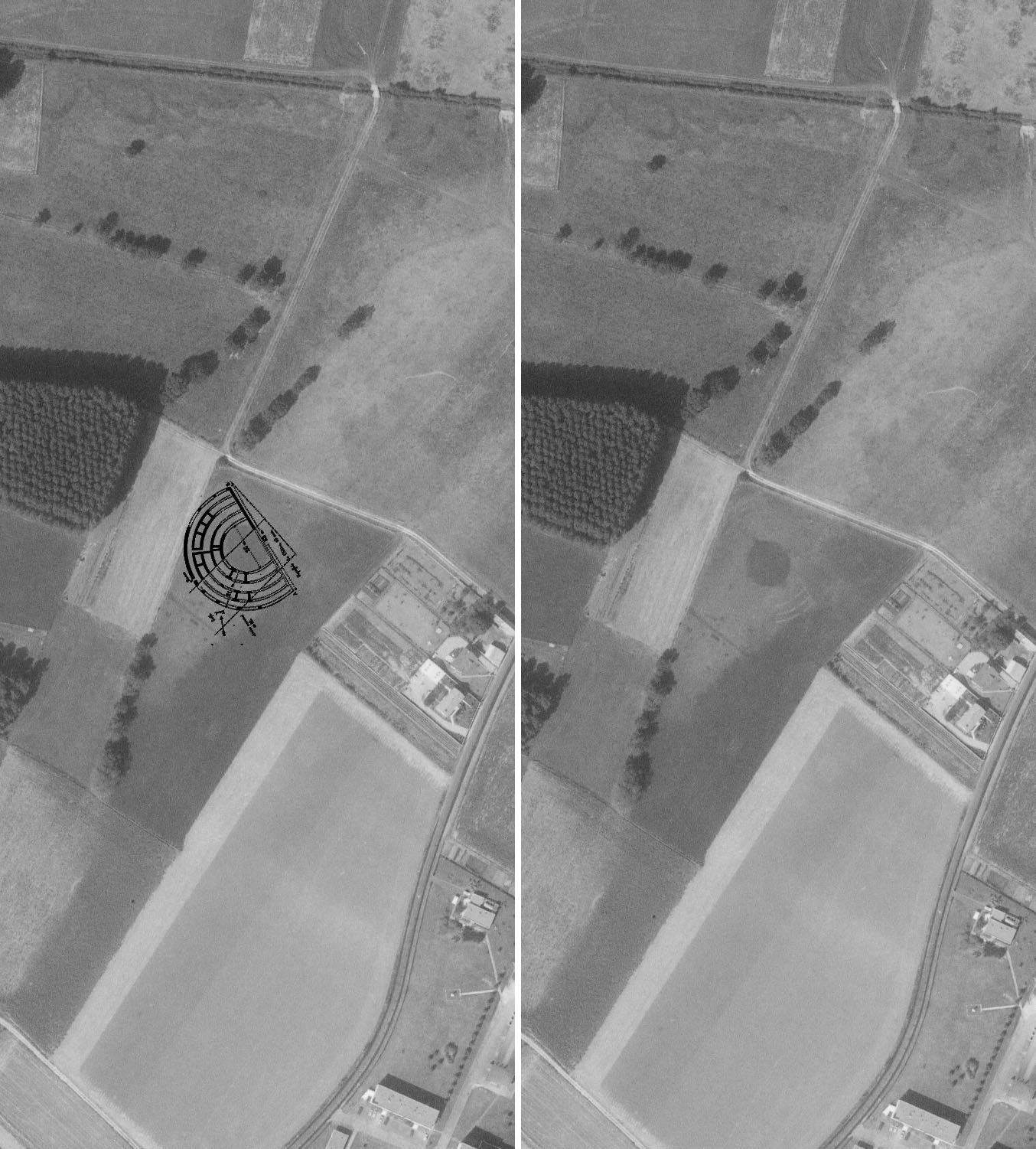
Vue aérienne des vestiges du théâtre.

Des photographies aériennes réalisées en 1976, les contours du théâtre se dessinant bien dans la végétation rase après une période de sécheresse importante, permettent d'affiner et de compléter ce plan initial. L'arène presque circulaire interrompt le mur de scène et deux vomitoires jusque là insoupçonnés, situés au bas de la cavea, sont parallèles à ce mur ; leur largeur estimé est de 2,70 m. Dans cette configuration, le théâtre d'Areines se rapproche de celui de Sanxay. La cavea s'appuie, comme les premières fouilles l'avaient montré, sur cinq murs concentriques épais d'environ 1,5 m et plusieurs murs radiaux, certains d'entre eux délimitant des compartiments remblayés de terre.
Le théâtre est inscrit au titre des monuments historiques en 1988.

### Un type de monument particulier à la Gaule
L'édifice de spectacles d'Areines associe les caractéristiques d'un amphithéâtre romain (arène circulaire ou elliptique complète) à celles d'un théâtre (cavea incomplète n'occupant qu'à peu près la moitié du monument). Ce type de monument, dont l'appellation (amphithéâtre ou théâtre) est toujours discutée, ne se rencontre qu'en Gaule, et principalement, comme à Areines, dans des ensembles monumentaux ruraux ; il est possible que cet aménagement permette de l'utiliser pour des spectacles de nature plus diversifiée.